# Epidemias de fiebre amarilla en Guipúzcoa
La primera epidemia documentada de fiebre amarilla  en la provincia española de Guipúzcoa ocurrió en 1814 siendo su epicentro la ciudad de  San Sebastián.
Hubo varios brotes a lo largo del siglo XIX con una letalidad que podía alcanzar al 50% de los afectados.

## Descripción de la enfermedad
La fiebre amarilla es una enfermedad infecciosa producida por un virus del género flavivirus y transmitido por la picadura del mosquito aedes.
Su presentación clínica es variada,  desde una enfermedad febril  leve hasta una enfermedad hemorrágica y hepática grave con un 50 % de letalidad.
La denominación amarilla del nombre se refiere a los signos de ictericia causado por el fracaso hepático que produce a los pacientes gravemente enfermos.  
Es una enfermedad que era endémica en América del sur y África subsahariana por lo que las relaciones comerciales y el tráfico de esclavos diseminaron la enfermedad a otras latitudes hasta mediados del siglo XIX.
Hoy en día todavía existen focos endémicos en las zonas antes citadas aunque con el desarrollo de la vacuna en 1936 disminuyó enormemente.

## Fiebre amarilla en Guipúzcoa
En 1814, tan solo un año después del incendio  que asoló San Sebastián, una epidemia de fiebre amarilla devastó la comarca.
El médico Vicente de Lardizabal dejó constancia de que todas las farmacias de la capital quedaron reducidas a cenizas en el incendio y sus dueños trasladaron sus negocios a los municipios vecinos de Hernani y Pasajes, por lo que San Sebastián tuvo que enfrentarse a la epidemia sin ni siquiera una farmacia que proveyera de medicinas a los vecinos que pudieran permitírselas.
Para colmo, la gran demanda y la poca oferta hicieron que los precios de los medicamentos que se distribuían aumentaran exponencialmente dificultando más si cabe su consumo.

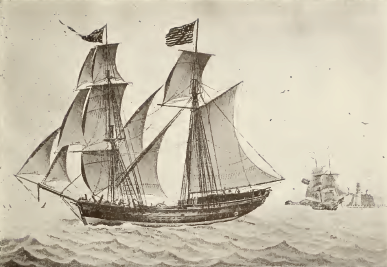
Bergantín

En 1824  el médico francés  Louis Potau dio cuenta de otra epidemia de fiebre amarilla que afectó Pasajes San Juan durante los meses de agosto y septiembre de 1823 y que, según él, se propagó en la localidad a causa de un bergantín de nombre Donostiarra, procedente de La Habana.
En Pasajes, con  300 habitantes,  1/3 de la población murió a causa de ella y  1/3 enfermó y sobrevivió.
Como medida de prevención y control, la Junta Superior de Sanidad de Guipúzcoa instauró un cordón sanitario en Pasajes, Lezo, Rentería, Oyarzun, y Fuenterrabía que impidió el libre tránsito fuera de la zona acotada.
Juan Montes, comisionado por la Provincia para dicha epidemia y quien fue además durante dos años médico titular de la localidad, rechazó la idea de que el origen de la epidemia fuera el barco indicando que ya hubo otras epidemias en Pasajes en los años 1780, 1809 y 1814.
Acerca de la misma epidemia trata el escrito de Eugenio Francisco de Arruti impreso en la imprenta de Ignacio Ramón Baroja en 1824. Arruti era por aquel entonces médico titular de San Sebastián pero, como se deduce de la lectura de su obra, se encargó personalmente del seguimiento y control de la epidemia en Pasajes.
A diferencia de Montes, Arruti señaló que Pasajes disfrutó de la salud más completa hasta la llegada del bergantín Donostiarra que procedente de La Habana entró en su puerto el día 3 de agosto”.
Dedicó así su trabajo a argumentar su convicción de que la enfermedad se importó en la estructura misma del barco y que epidemias de fiebre amarilla previas en diferentes puertos europeos han estado siempre directamente relacionadas con la llegada de barcos procedentes de lugares cálidos.
Hubo dos hechos que alimentaron el temor entre la población a que el foco de infección estuviera en la cuadernas del propio barco:
Cuatro carpinteros que subieron al barco a hacer reparaciones fallecieron por la enfermedad y el bergantín Donostiarra se había dedicado anteriormente al tráfico de esclavos
Las autoridades médicas y civiles, empujadas por la presión ciudadana, quedaron de acuerdo en que había que quemar el barco y todos sus objetos. Incluso aquellos que se sabía desde tiempo inmemorial que no podrían contagiar nada.
Así, el día 20 de septiembre, el Donostiarra hizo su último viaje remolcado hasta fuera de la barra del puerto de Pasajes, donde se quemó con toda su jarcia, velamen, cañones, lingotes de lastre y cable nuevo. Sólo se respetó el rico cargamento ya almacenado en el puerto